# Alessio Figalli
Alessio Figalli (né le 2 avril 1984 à Rome) est un mathématicien italien qui travaille principalement dans les domaines du calcul des variations et des équations aux dérivées partielles. Il est professeur à l'école polytechnique fédérale de Zurich.
Il a obtenu la médaille Fields en 2018, la plus haute distinction attribuée à un mathématicien, pourvu qu'il ait moins de 40 ans.

## Biographie

### Carrière académique
Alessio Figalli obtient son diplôme de master en mathématiques en 2006 à l'École normale supérieure de Pise, et soutient son doctorat un an après à l'École normale supérieure de Lyon sous la supervision de Luigi Ambrosio et Cédric Villani. En 2007, il est nommé chargé de recherche du Centre national de la recherche scientifique affecté au laboratoire Jean Alexandre Dieudonné (unité mixte du CNRS et de l'université Nice-Sophia-Antipolis), avant d'occuper la chaire Hadamard au centre de mathématiques Laurent-Schwartz (unité mixte du CNRS et de l'École polytechnique). En 2009, il rejoint l'université du Texas à Austin en tant que professeur associé. Il y devient professeur titulaire en 2011, puis titulaire d'une chaire R. L. Moore en 2013.
En 2014, il a été invité à tenir des Nachdiplom Lectures à l'école polytechnique fédérale de Zurich. Il a également été conférencier invité au Congrès international des mathématiciens de Séoul.
Depuis 2016, il est professeur à l'EPFZ.

## Travail
Figalli a travaillé sur la théorie du transport optimal, et plus particulièrement sur la régularité des fonctions de transport et sur ses connexions avec l'équation de Monge-Ampère. Parmi les résultats qu'il a obtenus dans cette direction, on trouve notamment une importante propriété concernant l'intégrabilité des dérivées secondes des solutions de l'équation de Monge–Ampère  et un résultat de régularité partielle pour des équations de type Monge-Ampère, prouvés tous les deux avec Guido De Philippis.
Il a utilisé des techniques de transport optimal pour obtenir des versions améliorées de l'inégalité isopérimétrique anisotropique, et a obtenu plusieurs autres résultats importants sur la stabilité d'inégalités fonctionnelles et géométriques. En particulier, en collaboration avec Francesco Maggi et Aldo Pratelli, il a prouvé une version quantitative de l'inégalité isopérimétrique anisotropique.
Dans un travail commun avec Eric Carlen, il a également abordé l'analyse de la stabilité de certaines formes de l'inégalité d'interpolation de Gagliardo-Nirenberg et de Hardy-Littlewood-Sobolev logarithmiques, afin d'obtenir un taux de convergence quantitatif pour l'équation Keller-Segel de masse critique.
Il a également travaillé sur les équations de Hamilton-Jacobi ainsi que sur leurs liens avec la théorie KAM faible. Dans un article écrit avec Gonzalo Contreras et Ludovic Rifford, il a prouvé une hyperbolicité générique des ensembles de Aubry sur les surfaces compactes.
En outre, il a apporté plusieurs contributions à la théorie de Di Perna-Lions, en l'appliquant à la fois à la compréhension des limites semi-classiques de l'équation de Schrödinger à très gros potentiels,
et à l'étude de la structure lagrangienne des solutions faibles de l'équation de Vlasov-Poisson.
Plus récemment, en collaboration avec Alice Guionnet, il a introduit de nouvelles techniques inattendues de transport optimal dans le domaine des matrices aléatoires pour prouver des résultats d'universalité dans plusieurs modèles de matrices.

## Distinctions
Parmi les nombreuses distinctions qui lui ont été attribuées, Figalli a notamment obtenu les prix et récompenses énumérés ci-dessous.

### Prix et récompenses
- 2011 : prix Peccot-Vimont du cours Peccot du collège de France
- 2012 : prix de la Société mathématique européenne[10]
- 2015 : médaille Stampacchia[11]
- 2016 : Edith and Peter O'Donnell Award de l'Academy of Medicine, Engineering and Science of Texas (en)[12]
- 2017 : prix Feltrinelli jeunes[13]
- 2018 : médaille Fields[1]

### Doctoratshonoris causa
Il a obtenu plusieurs doctorats honoris causa :
- Université Côte d'Azur, le 10 décembre 2018[14]
- Université polytechnique de Catalogne, le 22 novembre 2019[15]